# Rallye Safari 2022
Die Rallye Safari (Kenia) war der 6. Lauf zur FIA-Rallye-Weltmeisterschaft 2022. Sie dauerte vom 22. bis zum 26. Juni 2022 und es wurden insgesamt 19 Wertungsprüfungen (WP) gefahren.

## Bericht
Nach Belieben beherrschten die Toyota GR Yaris Rally1 die Safari Rallye, gleich einen vierfachen Triumph konnte die japanische Marke feiern in Kenia. Mit dem vierten Sieg in der WRC-Saison 2022 baute Kalle Rovanperä seine Führung in der Weltmeisterschaftstabelle weiter aus. Mit 52,8 Sekunden Vorsprung kam Rovanperä vor Elfyn Evans, Takamoto Katsuta und Sébastien Ogier ins Ziel. Bester nicht Toyota-Fahrer war Thierry Neuville im Hyundai i20 N Rally1 auf dem vierten Rang mit einem Rückstand von über 10 Minuten. Neuville lag nach der Rallye bereits mit 65 Punkten Rückstand auf Rang zwei hinter Rovanperä im WM-Gesamtklassement. Im Vergleich zu M-Sport-Ford und Hyundai kamen die Toyotas gut durch die äußerst schwierige Rallye. Ogier und Evans hatten mit Reifenschäden zu kämpfen. Ebenso Katsuta, der aber trotzdem den zweiten Podestplatz feiern konnte in seiner Karriere mit dem dritten Rang. Sébastien Loeb, mit dem Ford Puma Rally1 unterwegs, musste bereits am Freitag aufgeben nach einem Motorschaden, allein mit dem Elektroantrieb konnte der Servicepark nicht erreicht werden. Seine Teamkollegen Adrien Fourmaux und Craig Breen hatten mit Reifenschäden und technischen Problemen zu kämpfen, Gus Greensmith hatte einen Unfall mit Überschlag. Auch Hyundai hatte kein Glück, bei Ott Tänak brach der Schalthebel im Cockpit und am Samstag fiel er mit Antriebsdefekt aus. Oliver Solberg hatte Motorenprobleme, kam aber trotzdem auf Platz 10 ins Ziel und ließ sich einen WM-Punkt gutschreiben.

## Klassifikationen

### WRC-Gesamtklassement
| WRC |                      |                    |                        |          |           |                 |      |
| 1   | Kalle Rovanperä      | Jonne Halttunen    | Toyota GR Yaris Rally1 | WRC RC1  | 3:40.24.9 | 00.00:0 00:00.0 | 25   |
| 2   | Elfyn Evans          | Scott Martin       | Toyota GR Yaris Rally1 | WRC RC1  | 3:41:17.7 | 00:52.8         | 18   |
| 3   | Takamoto Katsuta     | Aaron Johnston     | Toyota GR Yaris Rally1 | WRC RC1  | 3:42:07.6 | 01:42.7 00:49.9 | 15   |
| 4   | Sébastien Ogier      | Benjamin Veillas   | Toyota GR Yaris Rally1 | WRC RC1  | 3:42:35.2 | 02:10.3 00:27.6 | 12+3 |
| 5   | Thierry Neuville     | Martijn Wydaeghe   | Hyundai i20 N Rally1   | WRC RC1  | 3:51:05.8 | 10:40.9 08:30.6 | 10+5 |
| 6   | Craig Breen          | Paul Nagle         | Ford Puma Rally1       | WRC RC1  | 4:03:52.8 | 23:27.9 12:47.0 | 8    |
| 7   | Jourdan Serderidis   | Frèdèric Miclotte  | Ford Puma Rally1       | WRC RC1  | 4:10:41.4 | 30:16.5 06:48.6 | 6    |
| 8   | Sébastien Loeb       | Isabelle Galmiche  | Ford Puma Rally1       | WRC1 RC1 | 4:12:37.5 | 32:12.6 01:56.1 | 4+4  |
| 9   | Kajetan Kajetanowicz | Maciej Szczepaniak | Škoda Fabia Rally2 evo | WRC2 RC2 | 4:16:02.5 | 35:37.6 03:25.0 | 2    |
| 10  | Oliver Solberg       | Elliot Edmondson   | Hyundai i20 N Rally1   | WRC1 RC1 | 4:18:01.5 | 37:36.6 01:59.0 | 1    |

Insgesamt wurden 25 von 42 gemeldeten Fahrzeugen klassiert.

### WRC2
| Rang   | Fahrer               | Co-Pilot           | Auto                   | Klasse   | Zeit      | Rückstand Sieger Rückstand V | Punkte |
| ------ | -------------------- | ------------------ | ---------------------- | -------- | --------- | ---------------------------- | ------ |
| 1 (9)  | Kajetan Kajetanowicz | Maciej Szczepaniak | Škoda Fabia Rally2 evo | WRC2 RC2 | 4:16:02.5 | 00:00.0                      | 25     |
| 2 (11) | Sean Johnston        | Alexander Kihurani | Citroën C3 Rally2      | WRC2 RC2 | 4:35:10.7 | 19:08.2                      | 18     |
| 3 (12) | Amanraaj Rai         | Gurdeep Panesar    | Škoda Fabia Rally2 evo | WRC2 RC2 | 4:45:16.4 | 29:13.9 10:05.7              | 15     |

### WRC3
| Rang   | Fahrer        | Co-Pilot      | Auto               | Klasse   | Zeit      | Rückstand Sieger Rückstand V | Punkte |
| ------ | ------------- | ------------- | ------------------ | -------- | --------- | ---------------------------- | ------ |
| 1 (17) | Maxine Wahome | Murage Waigwa | Ford Fiesta Rally3 | WRC3 RC3 | 5:20:21.6 | 00:00.0                      | 25     |
| 2 (21) | Jeremy Wahome | Victor Okundi | Ford Fiesta Rally3 | WRC3 RC3 | 5:45:49.0 | 25:27.4                      | 18     |
| 3 (23) | McRae Kimathi | Mwangi Kioni  | Ford Fiesta Rally3 | WRC3 RC3 | 5:55:59.3 | 35:37.7 10:10.3              | 15     |

## Wertungsprüfungen
Zeitzone UTC+3
| Datum    | Zeit  | Nr.                             | Name                            | Länge                           | Gewinner                                                                                      | Co-Pilot                                                                            | Auto                                                                          | Zeit                                    | Leader          |
| -------- | ----- | ------------------------------- | ------------------------------- | ------------------------------- | --------------------------------------------------------------------------------------------- | ----------------------------------------------------------------------------------- | ----------------------------------------------------------------------------- | --------------------------------------- | --------------- |
| 22. Juni | 10:01 | —                               | Loldia (Shakedown)              | 5,40 km                         | Kalle Rovanperä                                                                               | Jonne Halttunen                                                                     | Toyota GR Yaris Rally1                                                        | 03:42.1                                 |                 |
| 23. Juni | 14:08 | WP1                             | Super Special Kasarani          | 4,84 km                         | Sébastien Ogier                                                                               | Benjamin Veillas                                                                    | Toyota GR Yaris Rally1                                                        | 03:18.8                                 | Sébastien Ogier |
| 24. Juni | 07:00 | Service Park Naivasha (15 Min.) | Service Park Naivasha (15 Min.) | Service Park Naivasha (15 Min.) | Service Park Naivasha (15 Min.)                                                               | Service Park Naivasha (15 Min.)                                                     | Service Park Naivasha (15 Min.)                                               | Service Park Naivasha (15 Min.)         | Sébastien Ogier |
| 24. Juni | 08:00 | WP2                             | Loldia 1                        | 19,17 km                        | Sébastien Loeb                                                                                | Isabelle Galmiche                                                                   | Ford Puma Rally1                                                              | 14:18.8                                 | Sébastien Ogier |
| 24. Juni | 09:18 | WP3                             | Geothermal 1                    | 11,68 km                        | Kalle Rovanperä                                                                               | Jonne Halttunen                                                                     | Toyota GR Yaris Rally1                                                        | 06:44.2                                 | Sébastien Ogier |
| 24. Juni | 10:11 | WP4                             | Kedong 1                        | 31,25 km                        | Kalle Rovanperä                                                                               | Jonne Halttunen                                                                     | Toyota GR Yaris Rally1                                                        | 17:29.9                                 | Elfyn Evans     |
| 24. Juni | 11:54 | Service Park Naivasha (30 Min.) | Service Park Naivasha (30 Min.) | Service Park Naivasha (30 Min.) | Service Park Naivasha (30 Min.)                                                               | Service Park Naivasha (30 Min.)                                                     | Service Park Naivasha (30 Min.)                                               | Service Park Naivasha (30 Min.)         | Elfyn Evans     |
| 24. Juni | 13:09 | WP5                             | Loldia 2                        | 19,17 km                        | Sébastien Ogier                                                                               | Benjamin Veillas                                                                    | Toyota GR Yaris Rally1                                                        | 14:05.2                                 | Sébastien Ogier |
| 24. Juni | 14:27 | WP6                             | Geothermal 2                    | 11,68 km                        | Sébastien Ogier                                                                               | Benjamin Veillas                                                                    | Toyota GR Yaris Rally1                                                        | 06:41.4                                 | Sébastien Ogier |
| 24. Juni | 15:20 | WP7                             | Kedong 2                        | 31,25 km                        | Kalle Rovanperä                                                                               | Jonne Halttunen                                                                     | Toyota GR Yaris Rally1                                                        | 17:43.2                                 | Kalle Rovanperä |
| 24. Juni | 16:33 | Service Park Naivasha (45 Min.) | Service Park Naivasha (45 Min.) | Service Park Naivasha (45 Min.) | Service Park Naivasha (45 Min.)                                                               | Service Park Naivasha (45 Min.)                                                     | Service Park Naivasha (45 Min.)                                               | Service Park Naivasha (45 Min.)         | Kalle Rovanperä |
| 25. Juni | 06:30 | Service Park Naivasha (15 Min.) | Service Park Naivasha (15 Min.) | Service Park Naivasha (15 Min.) | Service Park Naivasha (15 Min.)                                                               | Service Park Naivasha (15 Min.)                                                     | Service Park Naivasha (15 Min.)                                               | Service Park Naivasha (15 Min.)         | Kalle Rovanperä |
| 25. Juni | 08:06 | WP8                             | Soysambu 1                      | 29,32 km                        | Elfyn Evans                                                                                   | Scott Martin                                                                        | Toyota GR Yaris Rally1                                                        | 18:14.2                                 | Kalle Rovanperä |
| 25. Juni | 09:08 | WP9                             | Elmenteita 1                    | 15,08 km                        | Thierry Neuville                                                                              | Martijn Wydaeghe                                                                    | Hyundai i20 N Rally1                                                          | 08:37.0                                 | Kalle Rovanperä |
| 25. Juni | 10:01 | WP10                            | Sleeping Warrior 1              | 31,04 km                        | Thierry Neuville                                                                              | Martijn Wydaeghe                                                                    | Hyundai i20 N Rally1                                                          | 17:18.1                                 | Kalle Rovanperä |
| 25. Juni | 12:11 | Service Park Naivasha (30 Min.) | Service Park Naivasha (30 Min.) | Service Park Naivasha (30 Min.) | Service Park Naivasha (30 Min.)                                                               | Service Park Naivasha (30 Min.)                                                     | Service Park Naivasha (30 Min.)                                               | Service Park Naivasha (30 Min.)         | Kalle Rovanperä |
| 25. Juni | 14:07 | WP11                            | Soysambu 2                      | 29,32 km                        | Elfyn Evans                                                                                   | Scott Martin                                                                        | Toyota GR Yaris Rally1                                                        | 18:05.3                                 | Kalle Rovanperä |
| 25. Juni | 15:08 | WP12                            | Elmenteita 2                    | 15,08 km                        | Kalle Rovanperä                                                                               | Jonne Halttunen                                                                     | Toyota GR Yaris Rally1                                                        | 09:47.1                                 | Kalle Rovanperä |
| 25. Juni | 16:01 | WP13                            | Sleeping Warrior 2              | 31,04 km                        | Sébastien Ogier                                                                               | Benjamin Veillas                                                                    | Toyota GR Yaris Rally1                                                        | 19:19.1                                 | Kalle Rovanperä |
| 25. Juni | 17:46 | Service Park Naivasha (45 Min.) | Service Park Naivasha (45 Min.) | Service Park Naivasha (45 Min.) | Service Park Naivasha (45 Min.)                                                               | Service Park Naivasha (45 Min.)                                                     | Service Park Naivasha (45 Min.)                                               | Service Park Naivasha (45 Min.)         | Kalle Rovanperä |
| 26. Juni | 06:00 | Service Park Naivasha (15 Min.) | Service Park Naivasha (15 Min.) | Service Park Naivasha (15 Min.) | Service Park Naivasha (15 Min.)                                                               | Service Park Naivasha (15 Min.)                                                     | Service Park Naivasha (15 Min.)                                               | Service Park Naivasha (15 Min.)         | Kalle Rovanperä |
| 26. Juni | 07:05 | WP14                            | Oserian 1                       | 17,52 km                        | Adrien Fourmaux                                                                               | Alexandre Coria                                                                     | Ford Puma Rally1                                                              | 11:42.1                                 | Kalle Rovanperä |
| 26. Juni | 08:08 | WP15                            | Narasha 1                       | 13,30 km                        | Kalle Rovanperä                                                                               | Jonne Halttunen                                                                     | Toyota GR Yaris Rally1                                                        | 06:56.6                                 | Kalle Rovanperä |
| 26. Juni | 09:08 | WP16                            | Hell's Gate 1                   | 10,53 km                        | Ott Tänak                                                                                     | Martin Järveoja                                                                     | Hyundai i20 N Rally1                                                          | 05:51.5                                 | Kalle Rovanperä |
| 26. Juni | 10:24 | Service Park Naivasha (15 Min.) | Service Park Naivasha (15 Min.) | Service Park Naivasha (15 Min.) | Service Park Naivasha (15 Min.)                                                               | Service Park Naivasha (15 Min.)                                                     | Service Park Naivasha (15 Min.)                                               | Service Park Naivasha (15 Min.)         | Kalle Rovanperä |
| 26. Juni | 11:29 | WP17                            | Oserian 2                       | 17,52 km                        | Sébastien Loeb                                                                                | Isabelle Galmiche                                                                   | Ford Puma Rally1                                                              | 09:05.7                                 | Kalle Rovanperä |
| 26. Juni | 12:32 | WP18                            | Narasha 2                       | 13,30 km                        | Sébastien Loeb                                                                                | Isabelle Galmiche                                                                   | Ford Puma Rally1                                                              | 06:59.2                                 | Kalle Rovanperä |
| 26. Juni | 14:18 | WP19                            | Hell's Gate 2 (Power Stage)     | 10,53 km                        | 1. Thierry Neuville 2. Sébastien Loeb 3. Sébastien Ogier 4. Gus Greensmith 5. Adrien Fourmaux | Martijn Wydaeghe Isabelle Galmiche Benjamin Veillas Jonas Andersson Alexandre Coria | Hyundai i20 N Rally1 Ford Puma Rally1 Toyota GR Yaris Rally1 Ford Puma Rally1 | 06:00.4 06:01.2 06:06.5 06:10.8 06:11.3 | Kalle Rovanperä |